# Сконтроне
Сконтроне (итал. Scontrone) — коммуна в Италии, располагается в регионе Абруццо, в провинции Л’Акуила.
Население составляет 605 человек (2008 г.), плотность населения составляет 28 чел./км². Занимает площадь 21 км². Почтовый индекс — 67030. Телефонный код — 0864.
Покровителями коммуны почитаются San Giovanni и святой апостол Павел, празднование 26 июня.

## Демография
Динамика населения:

## Администрация коммуны
- Официальный сайт: http://www.comune.scontrone.aq.it/